# Žolč
Žolč je izloček jetrnih celic ali hepatocitov. 

## Sestava in lastnosti
Sestavljen je iz anorganskih (voda, soli) in organskih sestavin (mucini, žolčna barvila, žolčne kisline); je edini prebavni sok, ki ne vsebuje encimov.
Lastnosti žolča se razlikujejo glede na mesto odvzema (žolčnik, žolčevodi); v žolčniku se zaradi resorpcije vode koncentrira. Lahko je temno zelene (v žolčniku - zaradi žolčnega barvila biliverdina) ali zlatorumene barve (v žolčevodih zaradi žolčnega barvila bilirubina). V žolčniku je bolj sluzav zaradi izločkov iz stene žolčnika; pH je 6,0–7,6; v žolčevodih 7,8–8,6. Je neprijetnega, grenkega okusa (zaradi žolčnih kislin).

## Sinteza
Na sintezo in izločanje žolča vplivajo:
- živčni sistem (simpatikus zavira, parasimpatikus pospešuje)
- hormoni (sekretin močno pospešuje izločanje; žolč in pankreasni sok se izločata istočasno)
- razgradnji produkti beljakovin in maščob (neposredno ali posredno s pospeševanjem izločanja sekretina)
- žolčne kisline (enterohepatično kroženje žolčnih kislin: se resorbirajo v ileumu, s portalnim krvnim obtokom ponovno pridejo v jetra in pospešujejo izločanje žolča)

## Žolčnik
Žolčnik se polni oz. prazni z odpiranjem in zapiranjem sfinktra na izvodilu v dvanajstnik.
Če je odprt žolč odteka v dvanajstnik, če je zaprt se nabira v žolčniku.
Mišičnina stene žolčnika se krči po vplivom:
- živčnih dražljajev (parasimpatikus pospešuje, simpatikus zmanjšuje)
- hormonalne uravnave (holecistokinin pospešuje motoriko žolčnika)
- kemičnih snovi − holekinetiki (posredno z vplivom na izločanje holecistokinina)